# Исола, Карлос
Карлос И́сола (исп. Carlos Ísola; 6 марта 1896, по другим данным в 1897, Буэнос-Айрес — 8 февраля 1964) — аргентинский футболист, вратарь.

## Карьера
Карлос Исола начал футбольную карьеру в клубе «Ривер Плейт». Первоначально он играл в клубе на позиции левого вингера. Дебют футболиста состоялся 12 июля 1913 года. Однако в одной из встреч, из-за отсутствия вратаря, он был вынужден встать в ворота. 25 августа 1913 года Исола сыграл в первом в истории суперкласико, в котором «Ривер» победил со счётом 2:1. При том, что игрок почти всегда стоял на воротах, он иногда всё же играл в поле, где забил за карьеру два мяча. 5 апреля 1914 года он забил гол в ворота «Банфилда». Второй мяч Исола забил, поразив ворота «Эстудиантиль Портеньо» 22 ноября 1918 года. В возрасте 25 лет Карлос принял решение завершить карьеру из-за невысоких заработков в этом виде спорта.
В составе сборной Аргентины Исола дебютировал 17 июля 1916 года в матче чемпионата Южной Америки с Уругваем (0:0). Также он играл ещё на двух южноамериканских первенствах. Всего за национальную команду Карлос провёл 21 матч, в которых пропустил 25 голов.
В 1957 году Исола сыграл первые 10 минут матча в честь Анхеля Лабруны.

## Достижения
- Обладатель Кубка Тай Компетишн: 1914
- Чемпионы Аргентины: 1920 (AAmF)

## Личная жизнь
Карлос Исола был родственником Альфредо Ди Стефано. Микеле, родной брат отца Ди Стефано, был женат на сестре Исолы.

## В искусстве
Исола был увековечен в песне Леопольдо Диаса Велесао о «Ривер Плейте»